# 吞嚥痛
吞嚥痛（odynophagia、/oʊˌdɪnəˈfeɪdʒ(i)ə/；由  "痛" +  "吞嚥"）指當吞嚥時所產生的痛感。 可能在口腔或咽喉部感覺到疼痛，而且吞嚥障礙可能會或不會發生。痛可能被描述為疼痛，灼熱的感覺，或偶爾會輻射到背部成為刺痛。吞嚥痛通常在不經意間導致體重的減輕。

## 發生原因
吞嚥痛可能具有環境或行為的原因，諸如：
- 食用非常熱或冷的食物或飲料。
- 服用某些藥物。
- 使用藥物、煙草或酒精類飲料。
- 口腔、喉嚨或舌頭的創傷或損傷。
- 食用太大塊蛋黃。[5]

## 醫學情況
也可能是由某些醫學情況所造成的，諸如：
- 口腔潰瘍。
- 咽旁膿腫（英语：Parapharyngeal abscess）。
- 上呼吸道感染。
- 口腔，舌頭或喉嚨的炎症或感染（食管炎、咽炎、扁桃體炎、會厭炎）。[6]
- 免疫紊亂（英语：Immune disorder）。
- 口腔癌或頭頸癌。[7]